# 苏尼翁青年雕像

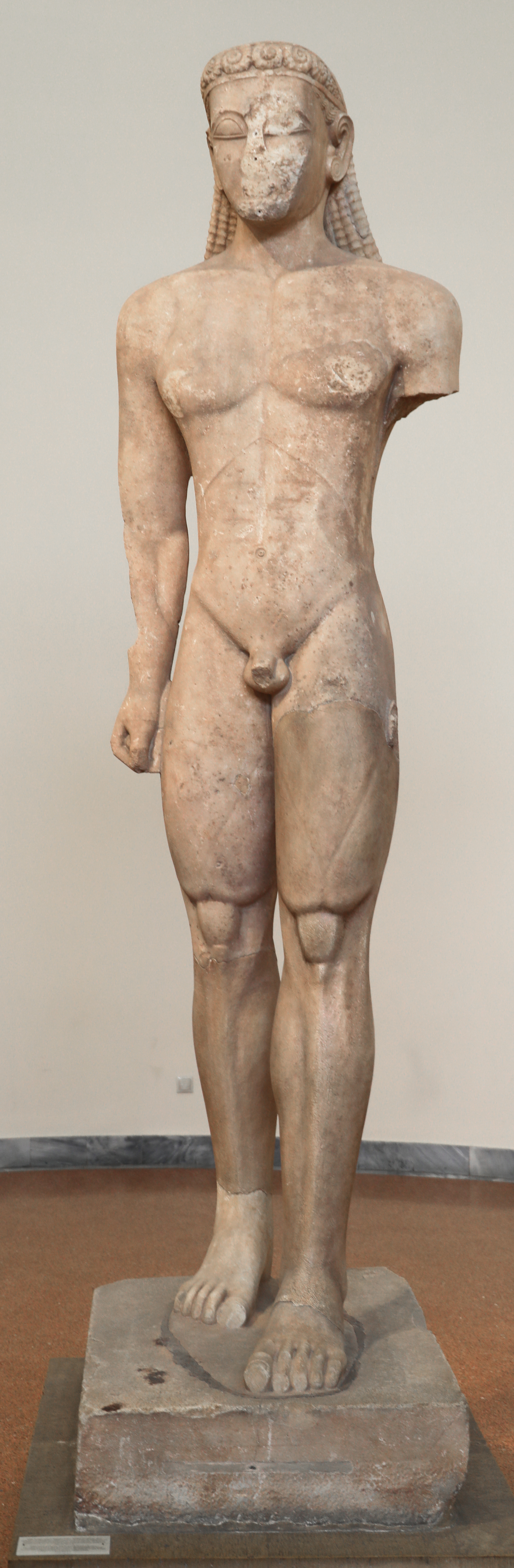
苏尼翁青年雕像，现收藏于雅典国家考古博物馆

苏尼翁青年雕像（英文：Sounion Kouros）是一个古希腊古风时期早期的青年雕像。该雕像比真实人体尺寸大，由大理石雕成，来自纳克索斯岛，约于公元前600年完成制作。该雕像修复后高3.05（10.0英尺），现位于雅典国家考古博物馆收藏。
苏尼翁青年雕像呈常规站姿：僵硬的身体面朝前方，紧握的拳头置于大腿两侧，与其宽阔肩部形成对比的是狭窄的腰部和臀部。尽管该雕像左脚前置，但雕像重心却大致平均分布在双脚上。雕像身体和头部在一条中线上，面部带有古希腊雕塑常见的古老的微笑。  解剖特征由雕像表面起伏和标记展现，其中包括8个腹部的间隔痕迹（解剖学上通常视6个及以上间隔痕迹为正常）。 该雕像其中一些细节较为抽象：它有巨大的涡状耳垂，超规格的杏仁形眼睛和细长的形状比例。
一些红色仍然残留在苏尼翁青年雕像扎成鞭子的头发上。鞭子构成了一系列贝壳似的形状，并从前额一直延伸到后背。脑后的头发被一对打成平结的丝带绑住。
苏尼翁青年雕像是古希腊青年雕像的早期例子。它有着非常多与古埃及雕塑相似的地方，包括面朝前方的站姿，平放与身体两侧的双手和前置的左脚。但不同于古埃及雕塑的是，青年雕像是赤裸的，没有任何衣物覆盖，并且是自力支撑雕塑，无需任何额外的支撑结构。
苏尼翁青年雕像于1906年在苏尼翁角旁边的波塞冬神庙边被发现。它被发现在波塞冬神庙边的一个坑中，四周有其他雕塑的碎片。这些雕像被认为是波塞冬专属的，他们被认为站在神的圣所（god's sanctuary）前。这些雕像很可能是在公元前480年，第二次波希战争中，圣殿（波塞冬神殿）被波斯人摧毁后遗留在此的。  它有着非常严重的损毁：大部分左腿，右腿膝下部分，左臂肘下部分，右臂部分遗失，面部破损成碎片，并因数千年置于室外有严重风蚀痕迹。

## 相关资源
雅典国家考古博物馆